# Turbină cu abur

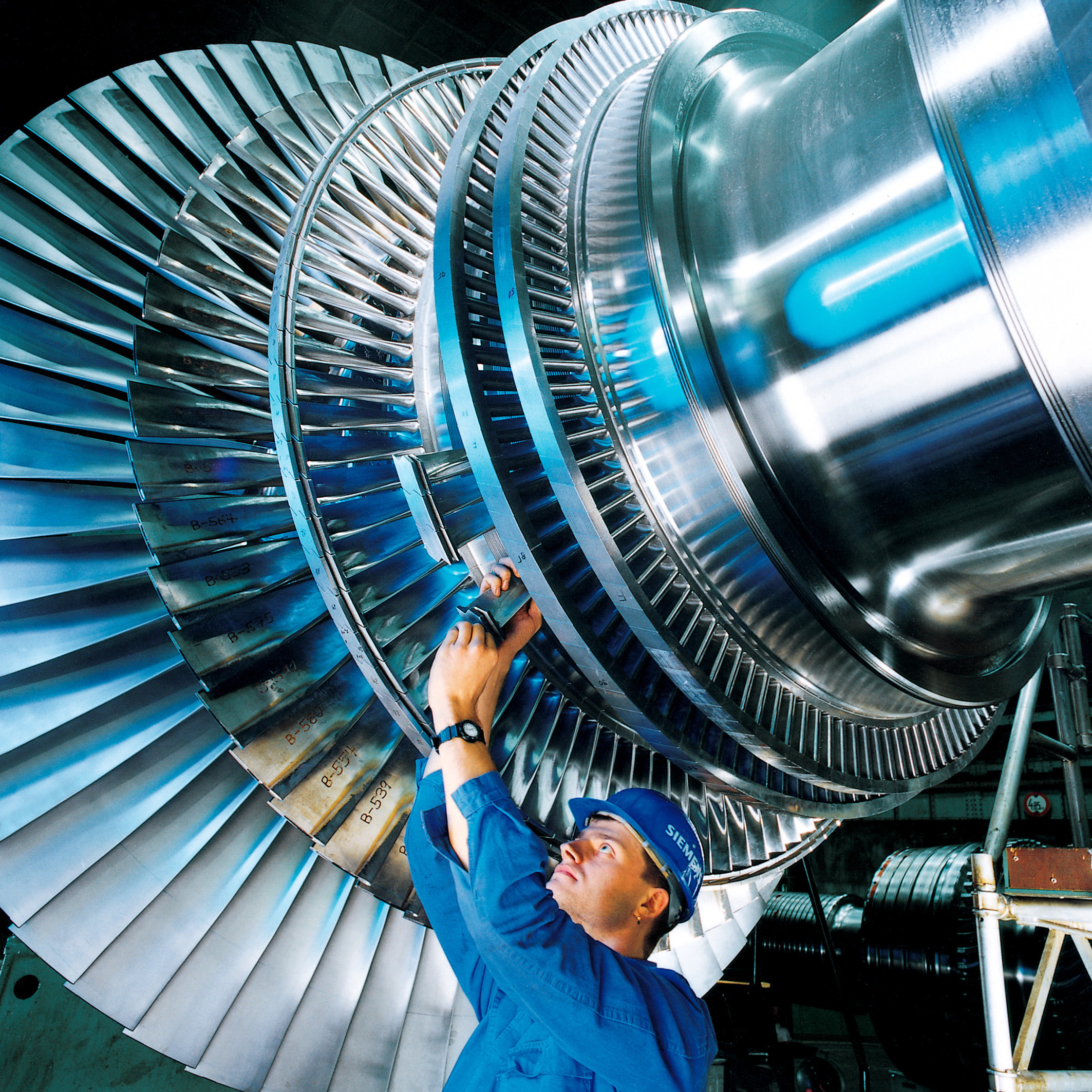
Rotorul unei turbine cu abur instalată într-o termocentrală. Direcția de curgere a aburului este de la paletele scurte la cele lungi.

Turbina cu abur este o mașină termică rotativă motoare, care transformă entalpia aburului în energie mecanică disponibilă la cupla turbinei. Transformarea se face cu ajutorul unor palete montate pe un rotor cu care se rotesc solidar.
În prezent, turbinele cu abur înlocuiesc complet motoarele cu abur datorită randamentului termic superior și unui raport putere/greutate mai bun. De asemenea, mișcarea de rotație a turbinelor se obține fără un mecanism cu părți în translație, de genul mecanismului bielă-manivelă, fiind optimă pentru acționarea generatoarelor electrice — cca. 86 % din puterea electrică produsă la nivel mondial este generată cu ajutorul turbinelor cu abur.

## Istoric

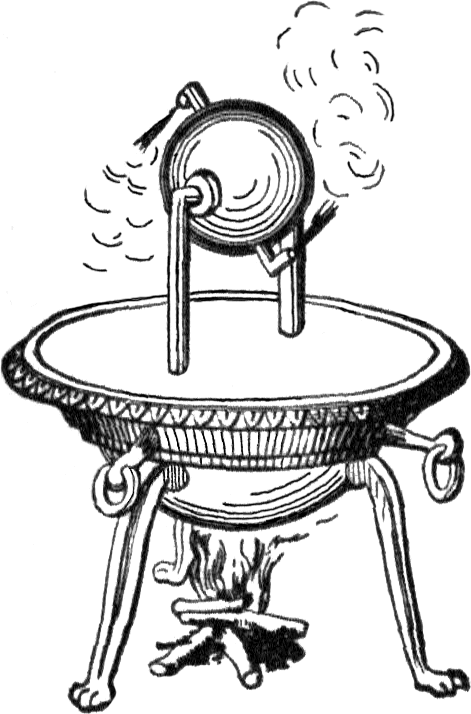
Eolipila lui Heron, considerată prima turbină cu abur cu reacțiune.

- Secolul I - Primul dispozitiv care poate fi asimilat unei turbine cu abur este eolipila lui Heron din Alexandria, în Egipt.[1][2][3][4] Aburul se forma în cazanul de jos, urca prin interiorul țevilor de susținere a sferei și se destindea în niște ștuțuri fixate pe ea. Reacțiunea creată de jeturile de abur puneau în mișcare sfera.

- 1551 - Taqi al-Din din Egiptul otoman descrie un dispozitiv de învârtit o frigare.[5]

Dispozitivul lui Giovanni Branca, considerat prima turbină cu abur cu acțiune.
Stampă din 1629.

- 1629 - Italianul Giovanni Branca descrie o turbină acționată de abur. Aburul destins într-o țeavă („paiul” din gura statuetei) lovea paletele punând în mișcare discul. Este considerată prima turbină cu acțiune.[6]

- 1883 - Inginerul suedez Gustaf de Laval inventează ajutajul care-i poartă numele, cu care obține viteze supersonice ale aburului. Cu ajutorul acestui tip de ajutaj realizează o turbină cu acțiune cu o singură treaptă.[1][7] În ajutaj aburul se destindea complet, înainte de a intra în palete, ca urmare carcasa turbinei nu era sub presiune, rezultând turbine simple, ieftine și care puteau folosi abur de presiune relativ înaltă.

- 1884 - Englezul Charles Parsons construiește și brevetează prima turbină cu reacțiune multietajată (cu mai multe trepte), asemănătoare cu cele din zilele noastre.[8] Ea antrena un dinam și livra o putere de 7,5 kW. Brevetul este preluat de americanul George Westinghouse, care construiește turbine mult mai mari. Încă în timpul vieții lui Parsons s-au atins puteri de 10.000 de ori mai mari decât puterea primei sale turbine.

- 1896 - Americanul Charles Curtis realizează prima turbină cu acțiune multietajată cu trepte de viteză (roata Curtis).[8]

- 1896 - Francezul Auguste Rateau brevetează prima turbină cu acțiune multietajată cu trepte de presiune,[8] urmare a punerii la punct a teoriei turbinelor cu abur. Construcția propriu-zisă a acestor turbine, destinate industriei miniere este finalizată în anul 1902.[9] Aceste turbine cu acțiune sunt prototipurile marilor turbine cu acțiune de astăzi.

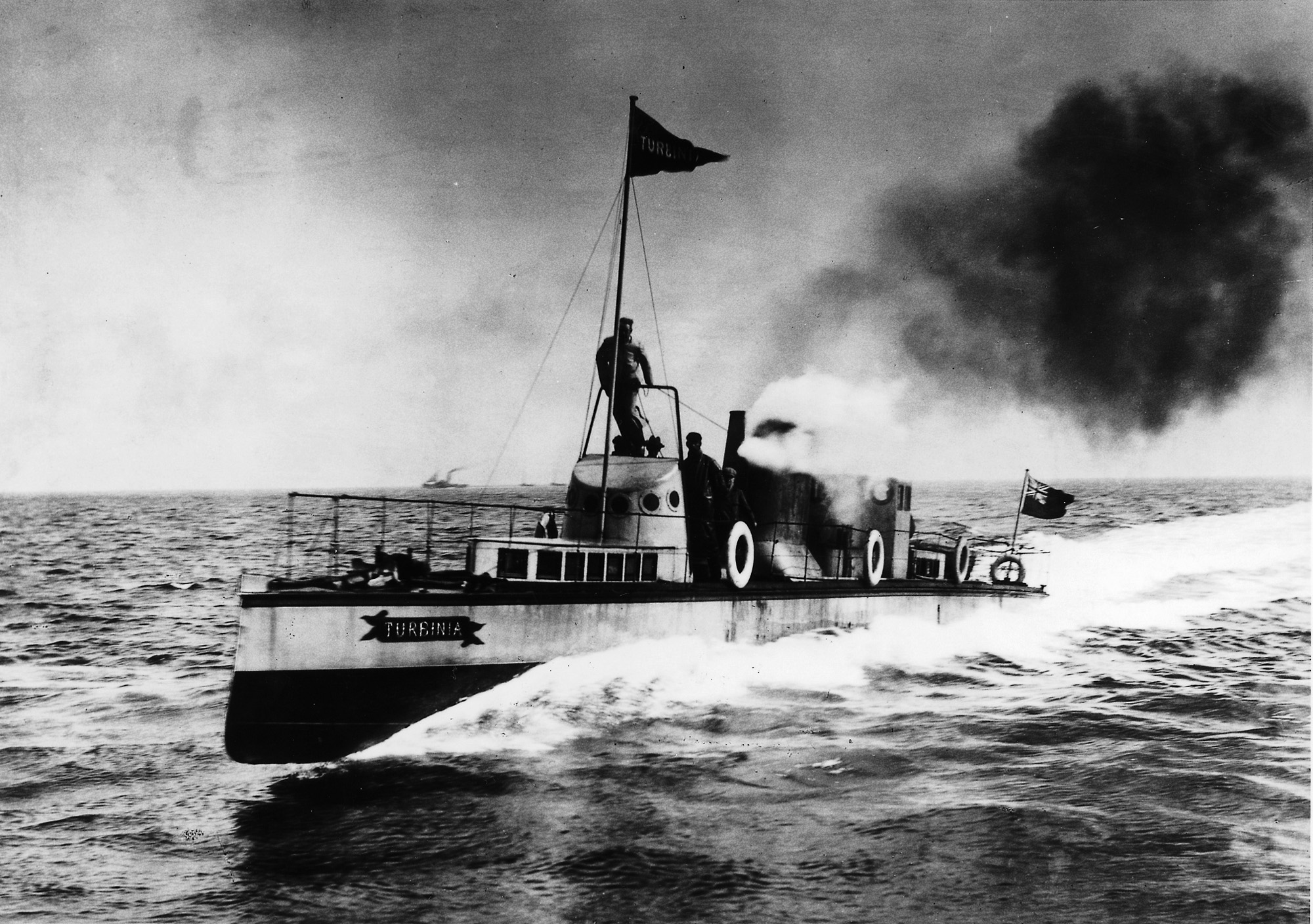
Turbinia - prima navă propulsată de o turbină cu abur.

- 1897 - Sir Charles Algernon Parsons face o demonstrație foarte spectaculoasă când, la parada organizată cu ocazia jubileului Reginei Victoria, iahtul său, Turbinia, propulsat de turbine cu abur cu puterea de 1500 kW a apărut în mod neașteptat și a defilat cu viteza de 64 km/h, uimind asistența.[10]

- 1903 - Slovacul Aurel Stodola, profesor la ETH Zürich scrie tratatul Die Dampfturbinen (Turbinele cu abur), un manual de referință pentru generațiile viitoare, valabil și astăzi.[11]

- 1912 - Suedezii Fredrik și Birger Ljungström realizează prima turbină multietajată radială, fără stator (turbina cu reacțiune totală).[12]

## Principiul de funcționare

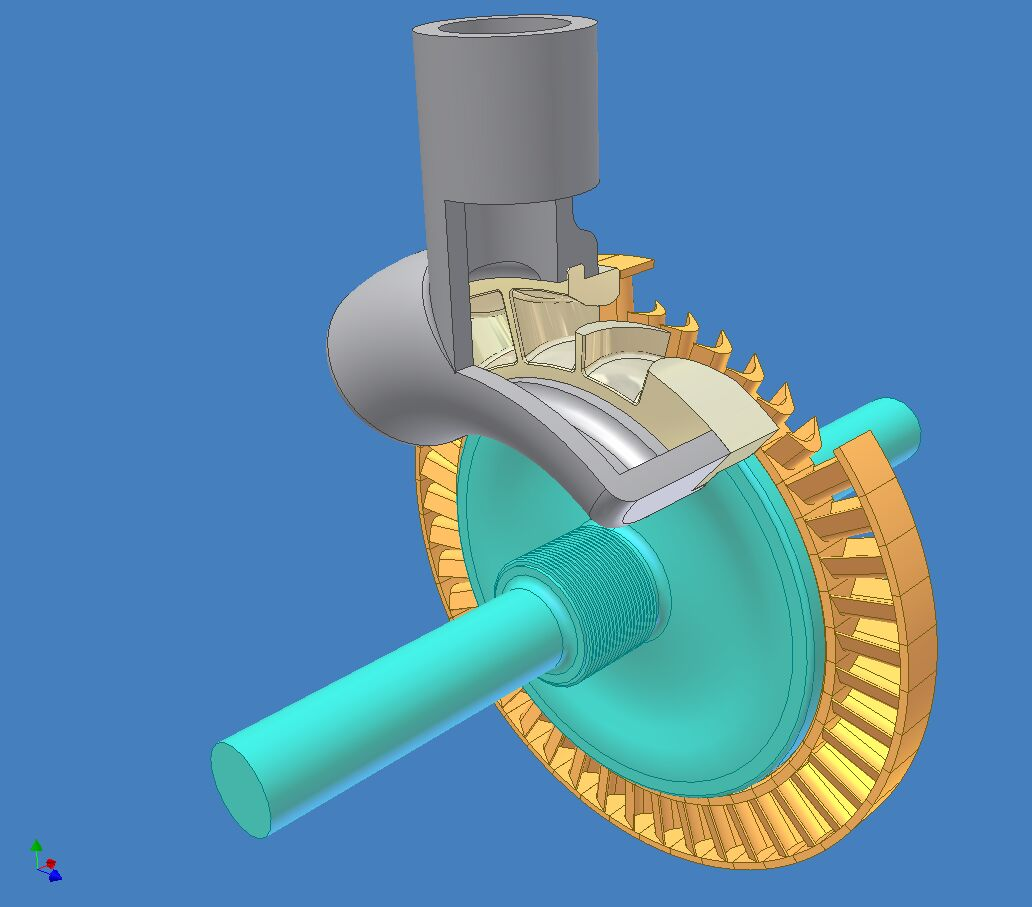
Turbină monoetajată. Componente: Camera de admisie a aburului (gri), ajutajele (bej), paletele (portocaliu), discul și arborele (verde).

Aburul, cu presiune și temperatură ridicată este destins în paletele statorului, numite și ajutaje, până la o presiune mai mică. Energia aburului, caracterizată prin entalpie este transformată în energie cinetică. Aburului cu viteză mare i se schimbă direcția de curgere cu ajutorul unor palete, rezultând o forță care acționează asupra paletelor, forță care creează un moment asupra rotorului. Acesta se rotește cu o anumită viteză unghiulară, livrând la cuplă putere sub formă de lucru mecanic în unitatea de timp.
Ținând cont că:
- viteza la care este accelerat aburul prin destindere este:

{\displaystyle c_{1}={\sqrt {2\,h_{t}}}}       (m/s)
unde ht este căderea (diferența) totală de entalpie, exprimată în (kJ/kg) într-o transformare izentropică pornind din starea inițială a aburului și până la presiunea finală;
- viteza tangențială a paletelor (adică în direcția în care ele se mișcă momentan) este:

{\displaystyle u=\pi \,D\,n}
unde D este diametrul mediu al rotorului în dreptul paletelor, în (m), iar n este turația rotorului, în (rot/s);
- randamentul la palete maxim se obține la un raport x1 = u/c1 de 0,5 pentru turbinele cu acțiune și de 1,0 pentru turbinele cu reacțiune;

rezultă că la o anumită cădere de entalpie disponibilă, trebuie realizat un anumit produs D n. La căderi de entalpie mari, care asigură randamente termice mari ale ciclului, rezultă sau diametre, sau turații prea mari. După modul cum s-a rezolvat această problemă au apărut diverse soluții tehnice, care duc la clasificarea turbinelor după cum urmează.

## Clasificarea turbinelor
Turbinele se clasifică în funcție de diferite criterii.

### După principiul termodinamic de funcționare

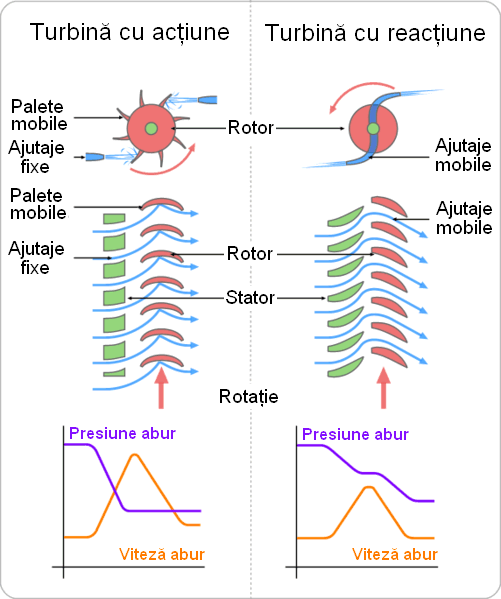
Curgeri comparate prin paletajul unei trepte a unei turbine cu acțiune și a uneia cu reacțiune.

- Turbine cu acțiune, la care toată căderea de entalpie a aburului, disponibilă pe turbină este transformată în energie cinetică numai în paletele statorului, paletele rotorului având doar rolul de a transforma energia cinetică a aburului în energie mecanică. Turbina cu abur cu acțiune se caracterizează prin existența diafragmelor.

- Turbine cu reacțiune, la care căderea de entalpie este transformată în energie cinetică parțial în paletele statorului, numite și palete directoare, iar restul în paletele rotorului. Deoarece aburul se destinde și în paletele rotorului, forța tangențială ce acționează asupra acestora provine atât din devierea jetului de abur, cât și din forța reactivă datorită accelerării jetului.

- Turbine combinate, care au atât trepte cu acțiune (de obicei în partea de înaltă presiune - IP), cât și trepte cu reacțiune (în partea de joasă presiune - JP).

Faptul că aburul se destinde complet sau nu în ajutaje, adică o treaptă este cu acțiune sau cu reacțiune depinde strict de forma profilelor ajutajelor și paletelor, cum este ilustrat în figura alăturată.

### După numărul de trepte
- Turbine monoetajate, care sunt turbine cu acțiune la care căderea de entalpie este transformată într-o singură treaptă. Un exemplu este turbina de Laval. Aceste turbine sunt simple și ieftine, însă pot prelucra doar căderi de entalpie relativ mici și pot livra puteri mici, la turații mari, uneori peste 300 rot/s. Necesitatea existenței unui reductor limitează aplicațiile practice.

- Turbine cvasietajate, numite și turbine cu trepte de viteză, sau turbine Curtis, care sunt turbine cu acțiune la care căderea de entalpie a aburului este transformată în energie cinetică într-o singură coroană de ajutaje (ca la turbina monoetajată), dar energia cinetică este transformată în energie mecanică în două sau trei coroane de palete fixate pe rotor. Între coroanele rotorului sunt plasate coroane de palete redresoare fixe, care reorienteză convenabil jetul de abur care iese din coroana (treapta) precedentă. Turbinele Curtis pot prelucra căderi de entalpie mai mari decât turbinele monoetajate, însă au un randament intern mai mic.

- Turbine multietajate, numite și turbine cu trepte de presiune, la care entalpia aburului este transformată în mai multe trepte dispuse în serie. Ele pot fi atât cu acțiune, cât și cu reacțiune. Căderea de entalpie pe treaptă este mai mică, ceea ce duce la turații mai mici, preferate la acționarea generatoarelor electrice, care lucrează la 50 rot/s sau 25 rot/s în Europa, respectiv la 60 rot/s sau 30 rot/s în SUA. Aceste turbine pot prelucra căderi de entalpie mari, pot fi construite pentru puteri foarte mari și au cele mai mari randamente efective. Au însă construcții complicate, mase mari, sunt scumpe și sunt pretențioase la exploatare și întreținere.

### După direcția de curgere a aburului
- Turbine axiale, la care curgerea generală a aburului se face paralel cu axa de rotație a rotorului. Ele pot fi de orice tip descris mai sus. Turbinele axiale cu acțiune se mai numesc turbine Rateau, iar cele cu reacțiune turbine Parsons. Aceste turbine au numeroase avantaje: au o distribuție a eforturilor mai favorabilă, construcție, montaj și reglare mai simple și pot fi construite pentru puteri foarte mari, avantaje care le asigură cea mai mare răspândire.

- Turbine radiale, la care curgerea generală a aburului se face într-un plan perpendicular pe axa turbinei. Curgerea poate fi centripetă sau centrifugă. Ele pot fi cu acțiune sau cu reacțiune, monoetajate sau multietajate. Cea mai cunoscută este turbina Ljungström, care este o turbină cu reacțiune, multietajată, cu curgere centrifugă, cu paletele plasate alternativ pe două rotoare care se rotesc în sensuri contrare. Turbinele radiale au o construcție foarte compactă, însă, datorită schemei defavorabile de solicitări, nu pot fi construite pentru puteri foarte mari.

### După presiunea finală
- Turbine cu condensație, la care destinderea aburului se face până la o presiune inferioară presiunii atmosferice, presiune realizată de un condensator în care este evacuat aburul ieșit din turbină.

- Turbină cu emisiune în atmosferă la care aburul este evacuat direct în atmosferă, la o presiune cu foarte puțin mai mică decât presiunea atmosferică. Aceste turbine au randament termic redus și se utilizează doar ca turbine auxiliare pentru puteri foarte mici.

- Turbină cu contrapresiune, la care aburul este evacuat din turbină la o presiune mai mare decât presiunea atmosferică, în vederea utilizării lui în scopuri tehnologice sau de încălzire (termoficare industrială)).

### După prizele de prelevare a aburului
- Turbine fără prelevare, la care întreaga cantitate de abur ce intră în turbină străbate toate treptele.

- Turbine cu prize nereglate, la care o parte din abur este preluată dintre trepte și folosită pentru preîncălzirea regenerativă a apei de alimentare a cazanelor. Presiunea la aceste prize nu este necesar să aibă valori fixe (să fie reglată), de unde denumirea lor.

- Turbine cu prize reglate, la care o parte din abur este preluată dintre trepte și folosită în scopuri tehnologice sau de termoficare. Presiunea la aceste prize este necesar să aibă valori fixe.

## Construcție
Ajutajele sunt canale a căror secțiune variază continuu după o anumită lege care să asigure obținerea vitezei dorite a aburului. De obicei aceste canale sunt realizate prin alăturarea unui șir de palete fixe, spațiul dintre fiecare două palete formând un ajutaj, rezultând astfel un șir de ajutaje. Dacă viteza care trebuie s-o atingă aburul la ieșirea din ajutaj este subsonică, se folosesc ajutaje convergente, a căror secțiune scade continuu de la intrare spre ieșire. Dacă este nevoie de o viteză supersonică, se folosesc ajutaje convergent-divergente (ajutaje de Laval), a căror secțiune scade până la o valoare minimă, în care secțiune se atinge viteza sunetului, iar in continuare secțiunea crește, viteza crescând în continuare până la valoarea dorită, de fapt cea corespunzătoare secțiunii canalului.

Profil de paletă de turbină cu acțiune.

Profil de paletă de turbină cu reacțiune.

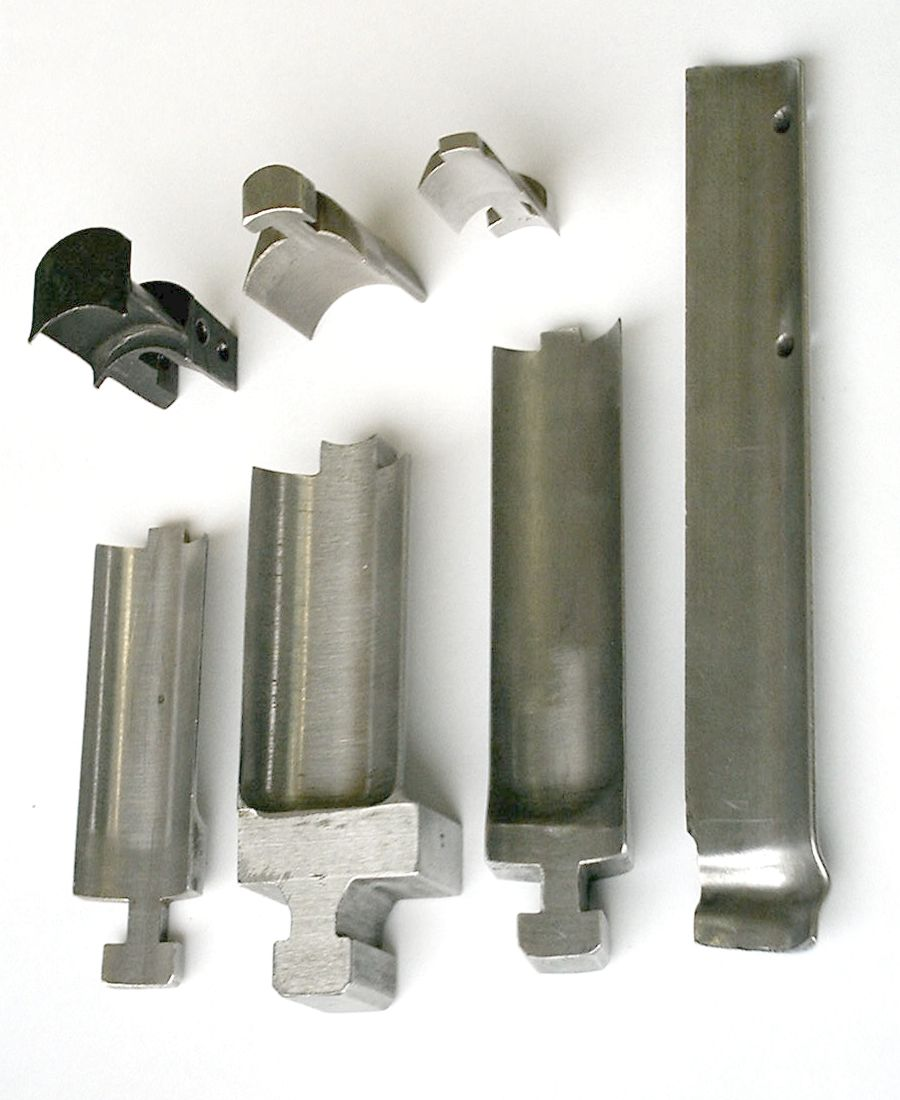
Palete de turbină cu profil constant.

Paletele sunt piesele care transformă energia cinetică a aburului în energie mecanică. Ele sunt formate dintr-o parte activă, lama paletei și o parte de fixare pe disc (la turbinele cu acțiune), respectiv tambur (la cele cu reacțiune), piciorul paletei. Lama paletei servește pentru schimbarea direcției aburului în vederea extragerii din el a energiei. În acest scop lama este profilată aerodinamic, profilele folosite fiind relativ groase și cu curbură mare. Și la palete forma profilului depinde de tipul curgerii dorite. La turbinele cu acțiune este nevoie de palete la care canalul interpaletar să aibă o secțiune practic constantă, iar la cele cu reacțiune este nevoie de canale convergente sau convergent-divergente.

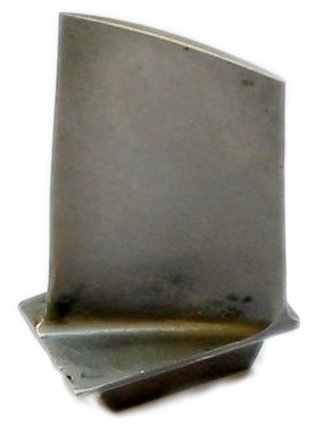
Paletă de turbină cu profil variabil.

Viteza aburului (care este un vector) are o valoare dacă este raportată la ajutaje, care sunt fixe, vectorul vitezei aburului fiind notat în acest caz cu c, și altă valoare dacă este raportată la palete, care se mișcă cu viteza u, vectorul vitezei aburului fiind notat în acest caz cu w. Cei trei vectori: c, w și u formează un triunghi, numit triunghiul vitezelor. Pentru o anumită turație n, viteza u este proporțională cu raza cercului pe care se mișcă secțiunea respectivă a paletei. Mărimea vitezei c nu depinde de rază, rezultă că forma triunghiului vitezelor se schimbă cu raza. Forma profilului paletelor este eficientă când direcțiile de intrare și ieșire ale aburului corespund cu direcțiile rezultate din triunghiul de viteze. Dacă paletele nu sunt prea lungi, rază nu variază prea mult, nici triunghiurile nu diferă mult, așa că, pentru simplitate tehnologică, se folosesc palete cu profil constant. Dacă însă paletele sunt lungi sau se doresc performanțe optime, profilul paletelor trebuie să varieze cu raza, obținându-se așa-numitele palete cu profil variabil (palete răsucite).

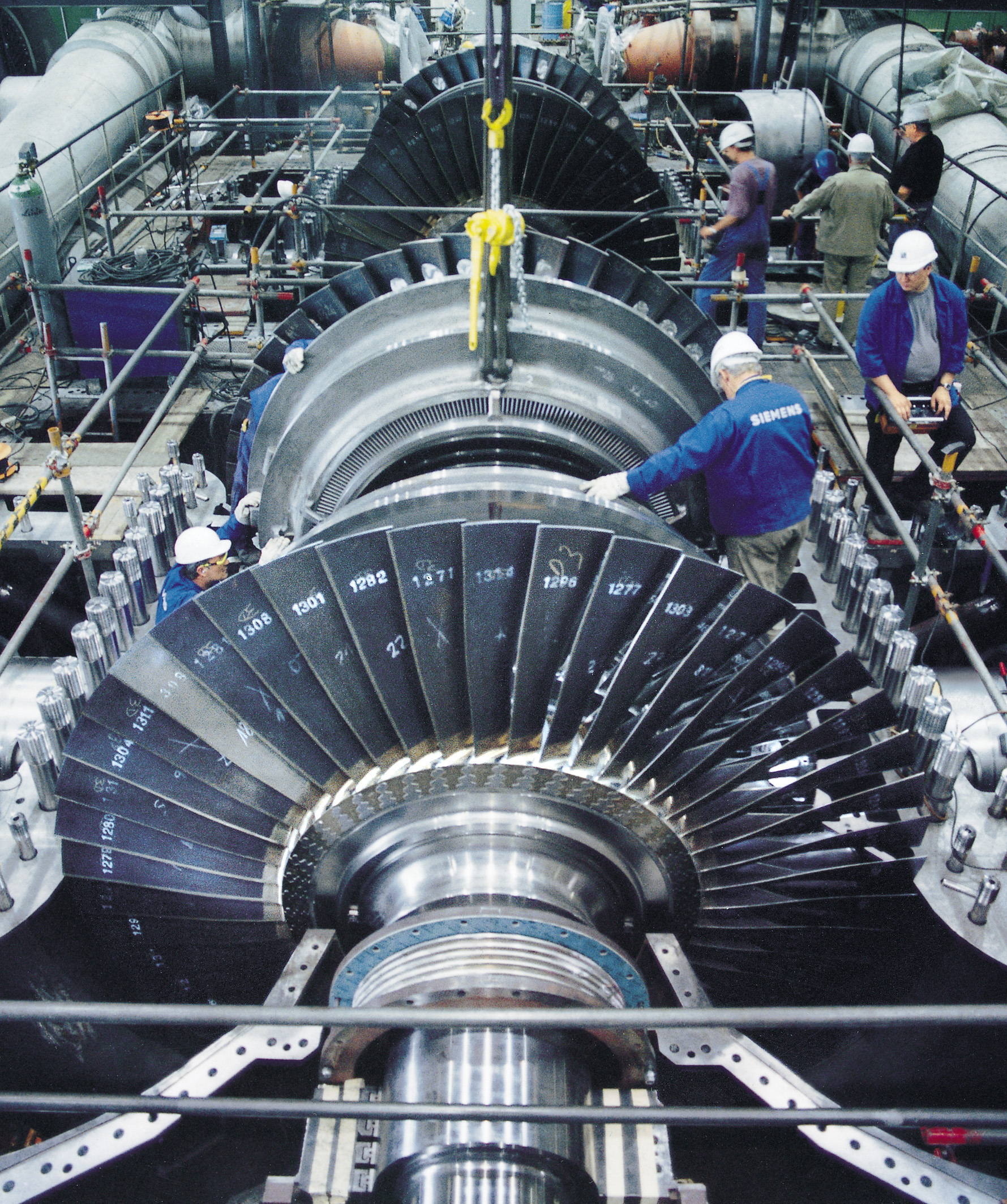
Montajul unei turbine cu abur.

Fixarea paletelor se face cu ajutorul piciorului. Se folosesc diferite soluții constructive:
- Îndoirea lamei (vezi paleta din dreapta din figura cu pate cu profil constant), soluție care este aplicabilă doar paletelor foarte puțin solicitate.
- Picior în formă de T (vezi celelalte palete, din figura cu pate cu profil constant) soluție folosită pentru palete scurte, care nu generează solicitări mari. Soluția e folosită la paletele treptelor de înaltă presiune, unde, datorită volumului mic al aburului, paletele sunt scurte.
- Picior în formă de furcă (vezi prima paletă, neagră, din figura cu pate cu profil constant). Soluția se folosește dacă solicitările în paletă sunt mari sau dacă este nevoie de o rigiditate sporită a fixării, de exemplu la treptele de joasă presiune, unde în general paletele sunt lungi.
- Picior în formă de brad (vezi paletele din figura cu montajul unei turbine cu abur). Soluția se folosește la paletele extrem de solicitate, de exemplu la paletele foarte lungi ale treptelor finale ale turbinelor cu condensație, sau la paletele turbinelor cu gaze.
- Fixare prin sudare. Soluția asigură o fixare foarte rigidă, însă materialele trebuie să fie sudabile și, datorită diferențelor de temperatură care apar în timpul funcționării între paletă și restul rotorului, apar, datorită dilatărilor, tensiuni termice mari, care pot produce fisuri, ca urmare soluția este puțin folosită.

## Transformări termodinamice

Reprezentarea în diagrama i-s a destinderii aburului într-o turbină.

Fie starea aburului la intrarea într-o turbină corespunzătoare punctului 1 din figura alăturată (presiunea de 50 bar și temperatura de 500 °C). Prin destindere (în figură până la presiunea de 0,05 bar), în cazul ideal transformarea ar fi izentropică, adică în diagrama i-s ar fi o linie verticală până în punctul 2. Căderea de entalpie disponibilă ar fi în acest caz ht. În palete însă curgerea aburului nu este ideală, apar mai multe tipuri de pierderi: în ajutaje, în palete, la ieșire, prin frecare și ventilația aburului, prin neetanșeități și prin umiditatea aburului, notate în figură cu hp. Entalpia disponibilă rămâne h, iar punctul final al transformării este 2' , corespunzător căderii de entalpie h și presiunii din punctul 2. Entropia masică s2' corespunzătoare punctului final al transformării reale este mai mare decât s1, cea corespunzătoare punctului final al transformării izentropice, în acord cu principiul al doilea al termodinamicii. Raportul
{\displaystyle \eta _{i}={\frac {h}{h_{t}}}}
se numește randament interior al turbinei, iar valoarea sa este de 84 - 88 %